# 阿布達拉2019冠狀病毒病疫苗
阿布達拉2019冠狀病毒病疫苗（西班牙語：Abdala；研製代號：CIGB-66），為一款正同時進行臨床研究及投入緊急應用的2019冠狀病毒病疫苗，亦是古巴自行研製的第二款同類疫苗，由古巴基因工程與生物技術中心（CIGB, Centro de Ingeniería Genética y Biotecnología）研製。與古巴另外四種研發中的同類疫苗一樣，此疫苗亦屬亞單位疫苗。

## 研發歷史
為遏止2019冠狀病毒病古巴疫情，該國各科研單位於2020年內，陸續自行研製相應的疫苗。當中，古巴基因工程與生物技術中心研製的CIGB-66型疫苗，於同年11月16日獲該國研究倫理委員會批准進行臨床研究，成為古巴第二款研製的同類疫苗。及後，此疫苗獲冠名為「阿布達拉」，並於同年12月開展首兩個階段的臨床測試，當中首階段共有132名19-54歲成人參與。
2021年3月22日，此疫苗亦在古巴國內展開第三期臨床測試，一共有48,000名志願者參與 ，至同年4月19日完成接種程序，主要為該國醫護人員。而疫苗有效性分析及評估工作，亦在第三劑接種後的兩星期開始進行。
接照現時的進展，阿布達拉疫苗的所有臨床研究，將於2021年7月尾完成，並於8月將結果刊登期刊。此前，古巴基因工程與生物技術中心於同年6月21日公佈，阿布達拉疫苗的有效率達到92.28%。
2021年7月9日，古巴國家藥品監管機關CECMED正式通過此疫苗的緊急使用授權（EUA），為拉丁美洲首支取得EUA的自主研發疫苗。

## 生產及應用

### 生產線
目前，所有阿布達拉疫苗均於古巴生產；而在海外生產線方面，委內瑞拉、越南均表示有意與古巴合作，建廠生產此款疫苗，但尚待各方確定。

### 使用情況
按照原定的時間表，阿布達拉疫苗將於2021年6月投入古巴2019冠狀病毒病疫苗接種計劃。然而，由於疫情嚴峻，當局最後提早至5月批准此疫苗的緊急使用許可，並於同月12日起開始為民眾接種。
除了古巴以外，委內瑞拉、越南 、伊朗、玻利維亞、墨西哥、阿根廷、安提瓜及巴布達等國，均曾表達採購阿布達拉疫苗的意向，以至表示有意參與臨床測試。
至同年6月24日，委內瑞拉接收首批阿布達拉疫苗，是此等疫苗首次輸出古巴國外。按照兩國簽立的合約，古巴將向委內瑞拉提供1,200萬劑阿布達拉疫苗。
同年9月18日，越南醫濟部批出阿布達拉疫苗的緊急使用許可，成為此疫苗在亞洲國家獲得的首個使用批准。兩日後，越南政府決定下訂1,000萬劑阿布達拉疫苗。
同年10月2日，尼加拉瓜當局同時批准古巴研製的兩款2019冠狀病毒病疫苗（即「阿布達拉」及「主權二號」），於當地投入緊急應用。
同年12月13日，圣文森特和格林纳丁斯獲古巴捐贈阿布達拉疫苗，並於三日後投入應用。同月29日，墨西哥當局亦批准此疫苗在當地緊急應用。

## 儲存及接種方式
此疫苗可於2℃至8℃的環境下（即一般雪櫃溫度）保存，並以肌肉注射方式，於上臂肌肉位置接種。與絕大多數2019冠狀病毒病疫苗不同，此疫苗需要接種三次，每劑相隔14日。